# Ерофеев, Венедикт Васильевич
Венеди́кт Васи́льевич Ерофе́ев (24 октября 1938, пос. Нива-3, Мурманская область — 11 мая 1990, Москва) — русский писатель, автор поэмы «Москва — Петушки».

## Биография
Венедикт Ерофеев родился 24 октября 1938 года в пригороде города  Кандалакша  в Республике Карелия в посёлке гидростроителей Нива-3, однако в официальных документах местом рождения была записана станция Чупа Лоухского района Карельской АССР, где в то время жила семья. Отец — Василий Васильевич Ерофеев (1900—1956), начальник железнодорожной станции, репрессированный и отбывавший лагерный срок в 1945—1951 за антисоветскую пропаганду. Мать — домохозяйка Анна Андреевна Ерофеева (ум. 1972), урождённая Гущина. Кроме Венедикта, в семье было четверо детей: Тамара (род. 1925), Юрий (1928—1981), Нина (род. 1931) и Борис (1937—2012).
Детство провёл по большей части в детском доме в Кировске на Кольском полуострове.

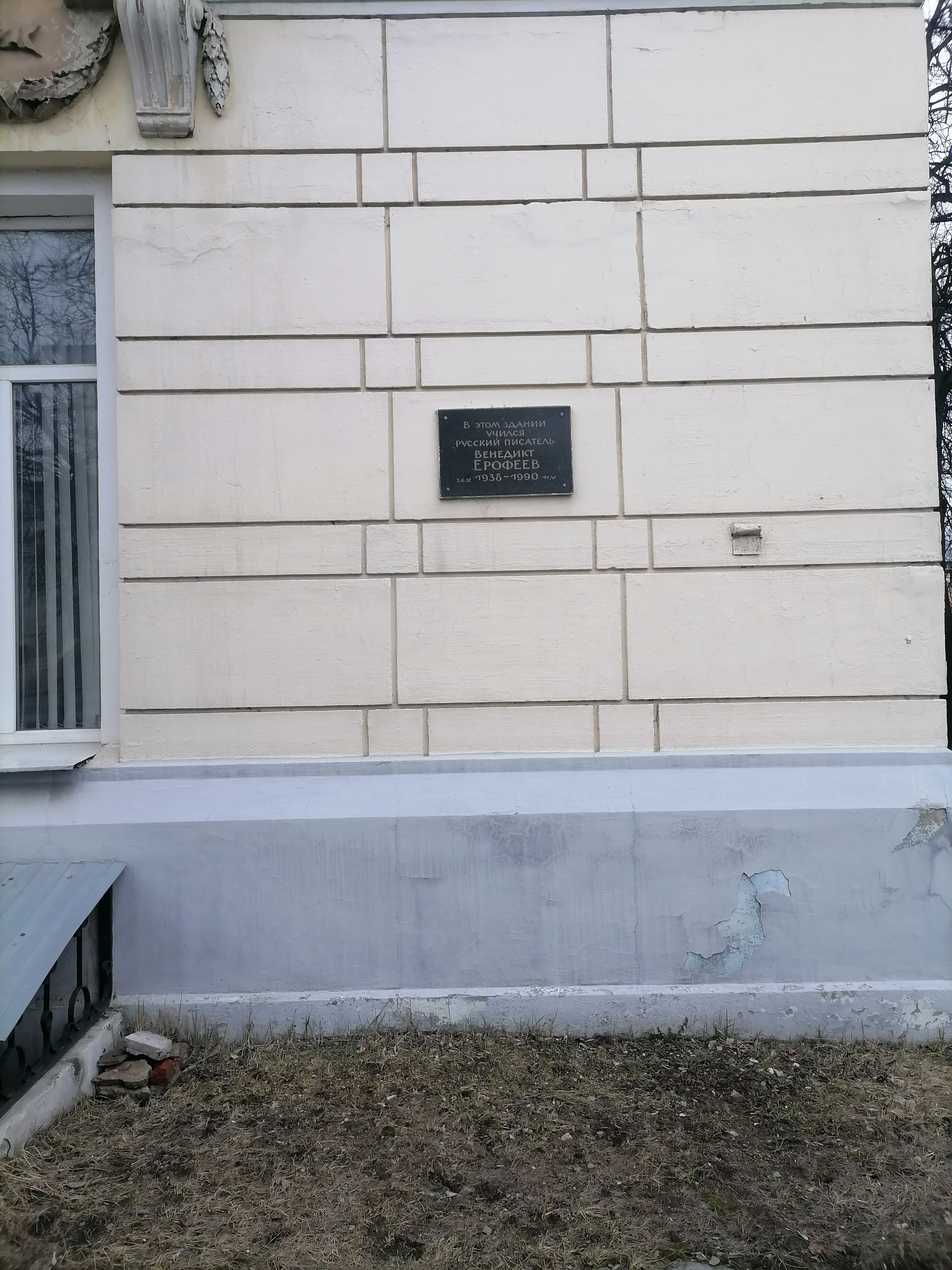
Мемориальная доска во Владимире. Никитская улица, 1

Окончил школу с золотой медалью. Учился на филологическом факультете МГУ (1955—1957), в Орехово-Зуевском (1959—1960), Владимирском (1961—1962) и Коломенском (1962—1963) педагогических институтах, но отовсюду был отчислен. Долгое время жил без прописки, был разнорабочим (Москва, 1957), грузчиком (Славянск, 1958—1959), бурильщиком в геологической партии (УССР, 1959), сторожем в вытрезвителе (Орехово-Зуево, 1960), снова грузчиком (Владимир, 1961), рабочим ЖКХ стройтреста (Владимир, 1962), рабочим поточной линии кирпичного завода в Павловском Посаде (1962), грузчиком на мясокомбинате в Коломне, монтажником кабельных линий связи в различных городах СССР (1963—1973), лаборантом паразитологической экспедиции ВНИИДиС по борьбе с окрылённым кровососущим гнусом (Средняя Азия, 1974), редактором и корректором студенческих рефератов в МГУ (1975), сезонным рабочим в аэрологической экспедиции (Кольский полуостров, 1976), стрелком ВОХР (Москва, 1977) . В 1976-м женитьба дала ему возможность прописаться в столице.
Смолоду Венедикт отличался незаурядной эрудицией и любовью к литературному слову. Ещё в 17-летнем возрасте он начал писать «Записки психопата» (долгое время считались утерянными, впервые опубликованы в 2000 году в сокращённом виде издательством «Вагриус», полностью — в 2004 году издательством «Захаров»). Во Владимире написал «Благую весть» (по размеру — небольшая повесть), по словам Ерофеева, пользовавшуюся популярностью у его знакомых и неоднократно переписывавшейся вручную, но также потерянную.
В 1970 году Ерофеев закончил поэму в прозе «Москва — Петушки». Она была опубликована в иерусалимском журнале «АМИ» в 1973 году тиражом триста экземпляров. В СССР поэма впервые напечатана в журнале «Трезвость и культура» (№ 12 за 1988 г., № 1—3 за 1989 г., все нецензурные слова в публикации были заменены отточиями); в нецензурированном виде впервые вышла в альманахе «Весть» в 1989 году. В этом и других своих произведениях Ерофеев тяготеет к традициям сюрреализма и литературной буффонады.
Помимо «Записок психопата» и «Москвы — Петушков», Ерофеев написал пьесу «Вальпургиева ночь, или Шаги Командора», эссе о Василии Розанове для журнала «Вече» (опубликовано под заглавием «Василий Розанов глазами эксцентрика»), неподдающуюся жанровой классификации «Благую Весть», а также подборку цитат из Ленина «Моя маленькая лениниана». Пьеса «Диссиденты, или Фанни Каплан» осталась неоконченной.
После смерти писателя частично изданы его записные книжки.
В 1992 году журнал «Театр» опубликовал письма Ерофеева к сестре Тамаре Гущиной.
По словам Ерофеева, в 1972 году он написал роман «Дмитрий Шостакович», который у него украли в электричке вместе с авоськой, где лежали две бутылки бормотухи. В 1994 году Слава Лён объявил, что рукопись всё это время лежала у него и он вскоре её опубликует. Однако опубликован был лишь небольшой фрагмент, который большинство литературоведов считает фальшивкой. По мнению друга Ерофеева, филолога Владимира Муравьёва, сама история с романом была вымышлена Ерофеевым, большим любителем мистификаций. Эту точку зрения разделяет и сын писателя.
В 1987 году Венедикт Ерофеев принял крещение в Католической церкви в единственном в то время действующем в Москве католическом храме св. Людовика Французского. Его крёстным отцом стал Владимир Муравьёв.
С 1985 года Ерофеев страдал раком гортани. После операции, проведённой в 1987 году, мог говорить лишь при помощи голосообразующего аппарата. Скончался в 7:45 11 мая 1990 года в Москве в отдельной палате на 23-м этаже Всесоюзного онкологического центра на 52-м году жизни. Похоронен на Кунцевском кладбище. В 2016 году памятник на могиле был обновлён.

### Личная жизнь
Был дважды женат.
Первая жена — Валентина Васильевна Зимакова (1942—2000). Брак был зарегистрирован только после рождения у них в 1966 году сына Венедикта.
Вторая жена — Галина Павловна Носова (1941—1993). Покончила с собой через три года после смерти мужа, выбросившись с 13 этажа, с балкона их квартиры на Флотской улице.

### Адреса

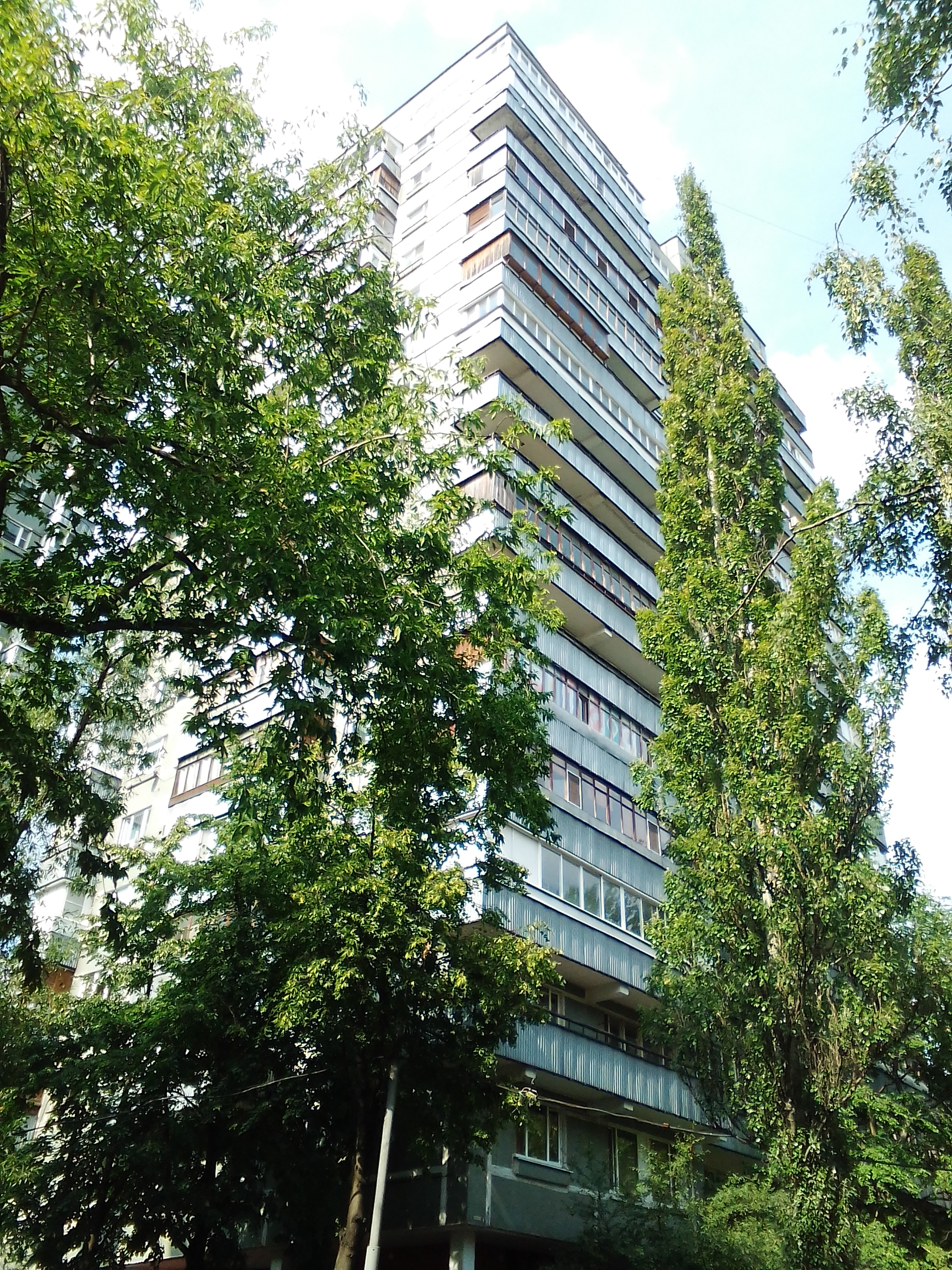
Флотская улица, д. 17, корп. 1 — последний адрес Ерофеева

- 1955—1956 — ул. Стромынка, д. 32, общежитие МГУ (ныне Стромынка, д. 20)
- 1973 — ул. 5-я Радиальная, д. 3 (Дача Муромцева)
- 1974—1977 — ул. Пушкинская, д. 5/6, стр. 3 (ныне Большая Дмитровка)
- 1977—1990 — ул. Флотская, д. 17, корп. 1

## Изучение творчества
Первое исследование, посвящённое поэме «Москва — Петушки», появилось задолго до того, как она была опубликована в СССР. В 1981 году в сборнике научных статей Slavica Hierosolymitana появилась статья Бориса Гаспарова и Ирины Паперно под названием «Встань и иди». Исследование посвящено соотношению текста поэмы с Библией и творчеством Ф. М. Достоевского.
Самой крупной работой, посвящённой Ерофееву и написанной за рубежом, является диссертация Светланы Гайсер-Шнитман «Венедикт Ерофеев. „Москва — Петушки“, или „The Rest is Silence“».
В России основные исследования творчества Ерофеева были также связаны с изучением его центрального произведения — поэмы «Москва — Петушки». Среди первых критических работ стоит отметить небольшую статью Андрея Зорина «Пригородный поезд дальнего следования», где говорится о том, что появление «Москва — Петушки» свидетельствует о «творческой свободе и непрерывности литературного процесса», несмотря ни на какие трудности.
«Москва — Петушки» традиционно вписывается исследователями в несколько контекстов, с помощью которых и анализируется. В частности, «Москва — Петушки» воспринимается как пратекст русского постмодернизма и в контексте идеи М. М. Бахтина о карнавальности культуры. Активно изучаются связи лексического строя поэмы с Библией, советскими штампами, классической русской и мировой литературой.
Самый пространный комментарий к поэме принадлежит Эдуарду Власову. Он был опубликован в приложении к поэме «Москва — Петушки» в 2000 году издательством «Вагриус».
В фэнтезийном романе Олега Кудрина «Код от Венички» (2009, «Олимп-АСТрель»), написанном в постмодернистском духе, в «сакральных текстах» Венедикта Васильевича находится объяснение едва ли не всем тайнам мироздания.
В 2005 году в альманахе «Живая Арктика» (№ 1, «Хибины — Москва — Петушки») опубликована «Летопись жизни и творчества Венедикта Ерофеева» (составитель Валерий Берлин).
Русский писатель-постмодернист Виктор Пелевин написал эссе «Икстлан — Петушки», в котором он исследует параллели между романом Ерофеева и творчеством Карлоса Кастанеды.
В 2018 году вышло первое жизнеописание писателя — книга «Венедикт Ерофеев: посторонний». Книга была отмечена самой крупной российской литературной премией «Большая книга».

## Память

Памятник Веничке на площади Борьбы в Москве

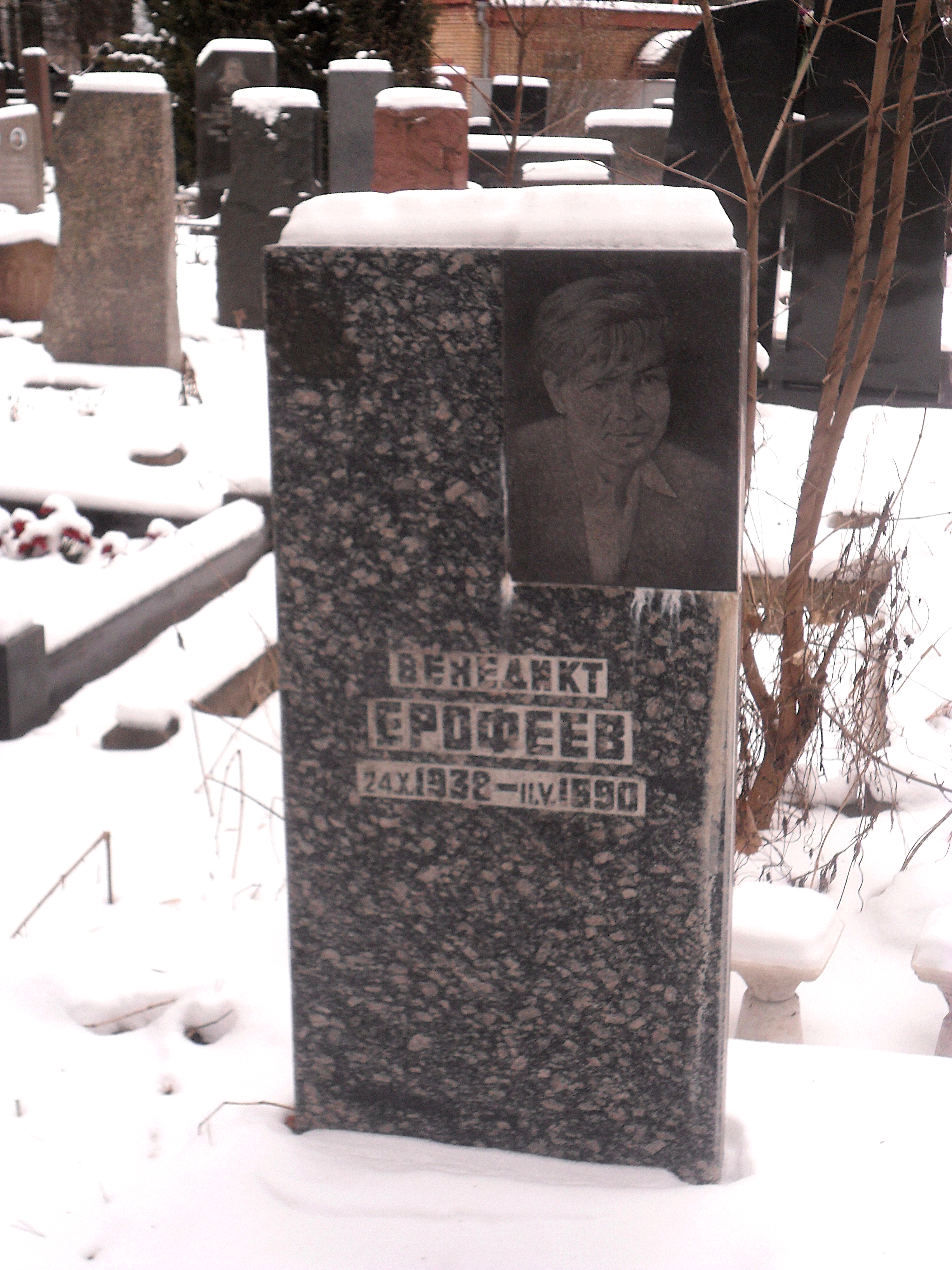
Могила Ерофеева на Кунцевском кладбище Москвы. Старый памятник (до 2016 г.)

- В Москве в сквере на площади Борьбы установлена скульптурная группа, посвящённая героям поэмы «Москва — Петушки».
- Во Владимире на здании пединститута установлена мемориальная доска.
- В Кировске (Мурманская область) в Центральной городской библиотеке им. М. Горького создан музей В. Ерофеева.
- В Коломне, в здании гастронома «Огонёк», где в винном отделе В. Ерофеев подрабатывал грузчиком, организован музей «Арткоммуналка: Ерофеев и другие»[16][17].
- В Петушках Владимирской области создана музейная экспозиция, посвящённая жизни и творческой деятельности писателя Венедикта Васильевича Ерофеева и его поэме «Москва-Петушки».

В. Ерофееву посвящены документальные фильмы и музыкальные произведения:
- «Москва — Петушки» (1989—1991) Павла Павликовского.
- «История статира» (2007) композитор Виктор Копытько (сцена для ансамбля солистов и женского хора. Тексты из Священного Писания и белорусского фольклора. Посвящение: «В честь Венедикта Ерофеева»). В 2012 году Копытько написал пьесу для двух исполнителей и tape под названием «Завет», использующую текст поэмы «Москва — Петушки» (глава «Москва. На пути к Курскому вокзалу»)[18].
- Игорь Куприянов исполнил песню «Москва — Петушки» (альбом «Дым над Москвой»).
- Настасья Хрущёва написала по текстам Ерофеева пьесу для маримбы и конфузливого угашателя энергий «Медленно и неправильно».
- Вениамин Смехов, Евгений Моргунов и Сергей Шнуров, отдельно друг от друга, озвучили книгу «Москва — Петушки».
- Песня «Москва — Петушки» (2025) московской группы Хоть Кого.

### Основные работы
- «Записки психопата» (1956—1958, опубликованы в сокращённом виде в 2000 году, в полном виде — в 2004)
- «Москва — Петушки» (поэма в прозе, 1970; опубликована в Израиле в 1973, в СССР — в 1988—1989)
- «Вальпургиева ночь, или Шаги Командора» (трагедия, опубликована в Париже в 1985, на родине — в 1989)
- «Василий Розанов глазами эксцентрика» (эссе, 1973, опубликовано в СССР в 1989)
- «Моя маленькая лениниана» (коллаж, издан в Париже в 1988, в России в 1991)
- «Бесполезное ископаемое» (книга составлена на основе записных книжек прозаика)
- В 2005—2007 годах в издательстве «Захаров» вышли публикации записных книжек писателя за 1959—1970 и 1972—1978 гг.
- Антология Русской поэзии

### Издания
- Ерофеев В. В. Москва — Петушки. — М.: «Прометей»; МГПИ им. В. И. Ленина, 1989. — 128 с. (1990. — 128 с.)
- Ерофеев В. В. Москва — Петушки. Поэма. — М.: СП «Интербук», 1990. — 128 с.
- Ерофеев В. В. Оставьте мою душу в покое: Почти всё. — М.: «Х. Г. С.», 1995. — 408 с. — ISBN 5-7588-0396-0.
- Ерофеев В. В. Записки психопата. — М.: Вагриус, 2000. — 444 с.
- Ерофеев В. В. Москва — Петушки. С комментариями Э. Власова. — М.: Вагриус, 2002. — 575 с. — ISBN 5-264-00198-7.
- Ерофеев В. В. Вальпургиева ночь. — М.: Захаров, 2004. — 96 с. — ISBN 5-8159-0416-3.
- Ерофеев В. В. Записки психопата. — М.: Захаров, 2004. — 272 с. ISBN 5-8159-0430-9.
- Ерофеев В. В. Записные книжки. — М.: Захаров, 2005. — 672 с. — ISBN 5-8159-0555-0.
- Ерофеев В. В. Малая проза. — М.: Захаров, 2005. — 96 с. — ISBN 5-8159-0448-1.
- Ерофеев В. В. Записные книжки. Кн. 2. — М.: Захаров, 2007. — 480 с. — ISBN 978-5-8159-0662-4.
- Ерофеев В. В. Москва — Петушки. Поэма. — М.: Захаров, 2007. — 144 с. — ISBN 978-5-8159-0725-6.
- Ерофеев В. В. Мой очень жизненный путь. Подгот. авторских текстов В. Муравьева. — М.: Вагриус, 2008. — 624 с. — ISBN 978-5-9697-0512-8.
- Ерофеев В. В. Москва — Петушки. — С.-Пб.: «Вита Нова», 2011. — 520 с. — ISBN 978-5-93898-351-9/
- Ерофеев В. В. Москва — Петушки: поэма. — С.-Пб.: Азбука, Азбука-Аттикус, 2014. — 192 с. — ISBN 978-5-389-03119-7.